# Plan B (konsertlokal)
Plan B är en klubb- och konsertlokal med plats för 900 besökare belägen på Norra Grängesbergsgatan i Malmö. 
Plan B startades 2015 av Carlo Emme och Viktor Höber, då i källaren på adressen Norra Grängesbergsgatan 19 som en svartklubb (enligt grundarna: en medlemsklubb). Efter en specialinsats år 2018 i ett samarbete mellan polisen, skattemyndigheten och Malmö kommuns tillståndsenhet stängdes Plan B och 14 andra klubbar ned med målet att få bort illegal försäljning av alkohol, obeskattad ekonomi och säkerhetsbrister.
Samma år hyrde de en lokal på deras nuvarande adress, Norra Grängesbergsgatan 26B, rakt över gatan, med målet om att bli legitima. De ordnade med alkoholtillstånd, ordningsvakter och totalrenoverade efter myndigheternas riktlinjer och kunde slå upp portarna den 16 oktober med att servera folköl. Det skulle nämligen visa sig svårt för Plan B att få alkoholtillstånd och fick till sist ta hjälp av Stockholmsklubben Slaktkyrkan som fick gå in som delägare och klubben kunde öppnas i april 2019 med riktigt alkoholtillstånd.
Plan B och lokalen utvecklades och växte snabbt och hade i slutet av 2019 inte mindre än 3 scener. Den stora scenen heter Warehouse och har plats för 900 konsertbesökare. På de mindre scenerna får man plats med 120 respektive 360 konsertbesökare.
När Covid-19-pandemin slog till och restriktioner infördes från mars 2020 var man snabb på att arrangera konserter för en publik på 50 deltagare. Den första (dokumenterade) Covid-19 konserten i världen blev med bandet Spader Kung. Det blev uppmärksammat av mycket internationell media runt om i världen.  De blev också den första klubben i Sverige med att införa Covid-pass.
Fotografen Gianluca La Bruna som följt Plan B från när de öppnade samlade foton från de fyra första åren i en fotobok som utgavs 2021.
Sommaren 2022 brann deras uteservering ned efter att en container på granntomten fattade eld.
2023 öppnade Plan B även baren KRØL på Möllevångstorget.